# Pensione Tempesta
Pensione Tempesta (Kakadu und Kiebitz) è un film muto del 1920 diretto da Erich Schönfelder.

## Produzione
Il film fu prodotto da Paul Davidson per la Projektions-AG Union (PAGU).

## Distribuzione
Distribuito dall'Universum Film (UFA), il film fu proiettato per la prima volta in pubblico a Berlino il 13 agosto 1920.